# Piastrina (armi)

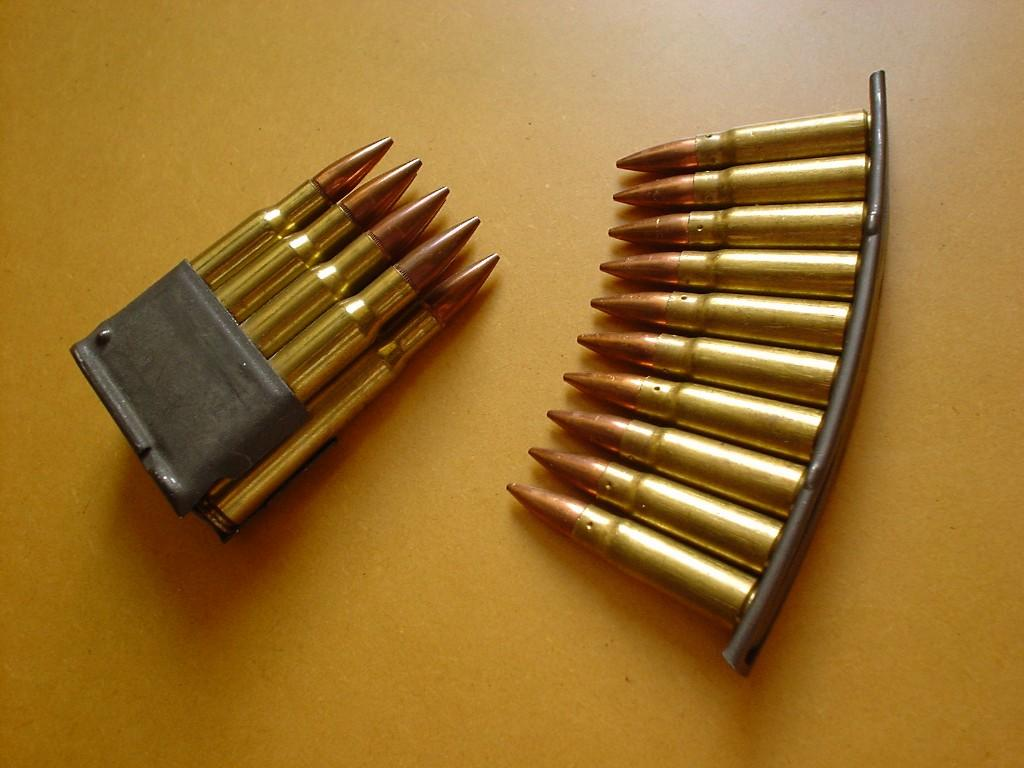
A sinistra una clip en bloc per M1 Garand, a destra una stripper clip per SKS.

La piastrina o clip è un dispositivo utilizzato per tenere insieme più cartucce, che vengono così inserite in blocco all'interno del serbatoio-caricatore o del tamburo dell'arma da fuoco. L'utilizzo di questo dispositivo velocizza il processo di caricamento dell'arma con più colpi contemporaneamente invece che con una cartuccia alla volta. Le piastrine sono generalmente realizzati lamiera stampata, molto economica, essendo generalmente usa-e-getta.

## Tipologie

### Lastrina o stripper clip

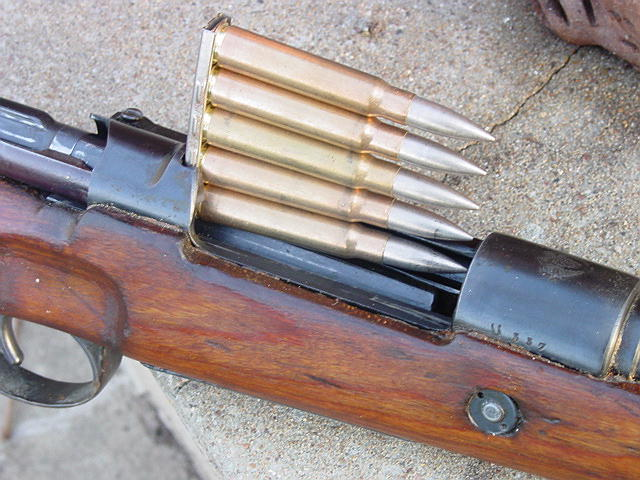
Fucile Mauser Karabiner 98k con otturatore aperto e lastrina da 5 colpi 7,92 × 57 mm Mauser allineata al serbatoio.

La lastrina o stripper clip è uno speedloader (ricaricatore rapido) che riunisce diverse cartucce per la ricarica rapida dei serbatoi fissi delle armi. Dopo aver aperto l'otturatore, la lastrina viene allineata sopra il serbatoio (generalmente a un'apposita sede sull'otturatore o sul castello) e le cartucce vengono spinte all'interno del serbatoio liberandole dalla lastrina stessa. Questa viene quindi gettata via (come nel Mosin-Nagant) oppure viene espulsa automaticamente quando l'otturatore viene portato in chiusura. Tra le armi progettate per l'uso di stripper clip sono compresi i fucili Mosin-Nagant, Lee-Enfield, Springfield M1903, Simonov SKS e, più raramente, pistole quali la Mauser C96. Anche i caricatori removibili possono essere caricati con stripper clip, a patto che siano dotati di apposite guide, come su M14 e M16.

### Clip en bloc

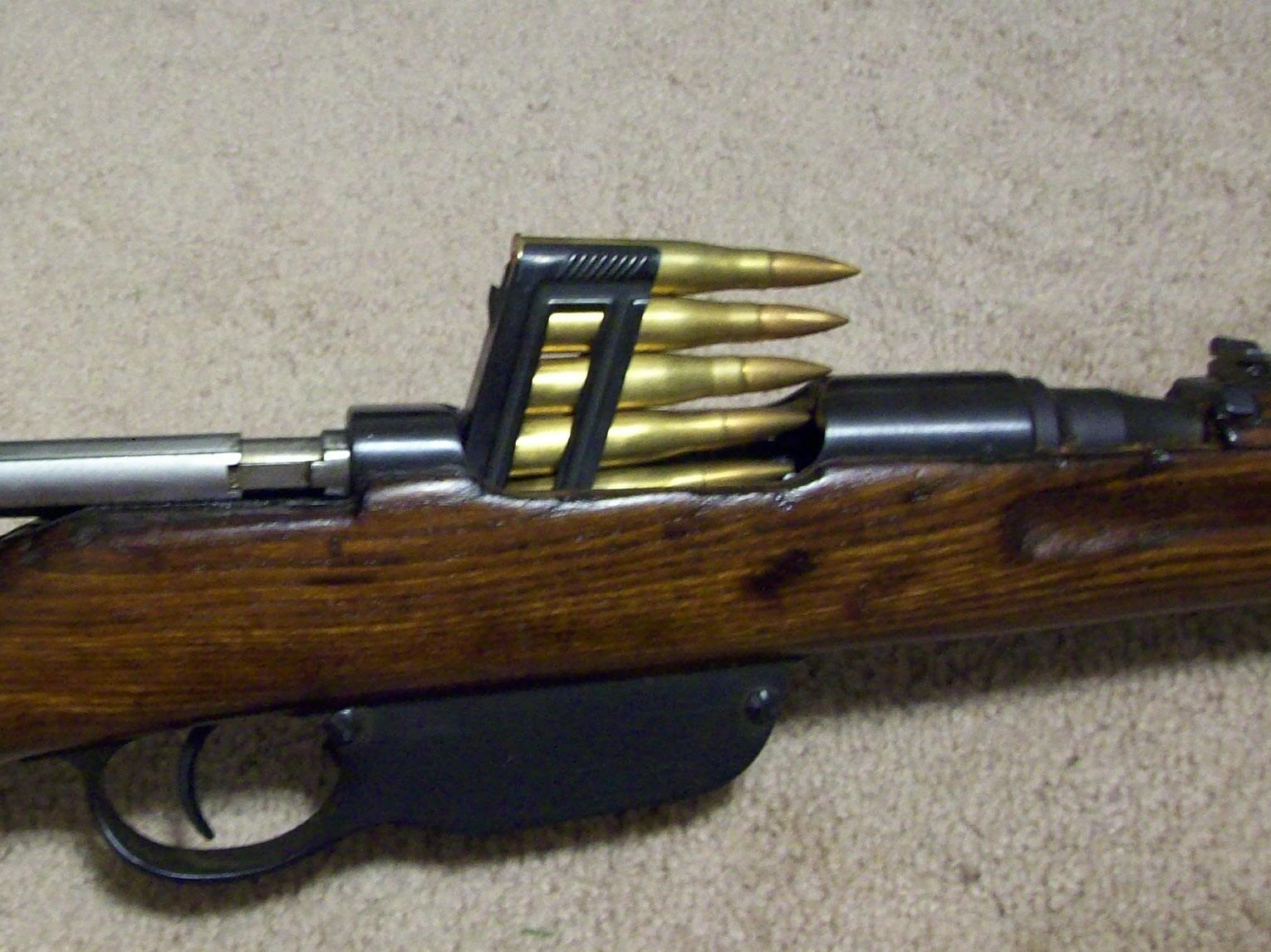
Una Clip "en bloc" da 8 × 56 mm R inserita in una carabina Steyr-Mannlicher M1895.

Alcuni fucili utilizzano clip "en bloc" (o caricatore a pacchetto) per il caricamento. In questo sistema, sia le cartucce che la piastrina vengono inserite come un unico blocco all'interno del serbatoio fisso. La piastrina viene poi espulsa dalla finestra di caricamento o cade dal fondo del serbatoio una volta che l'ultima cartuccia è stata camerata o sparata. Il sistema venne inventato da Ferdinand Mannlicher per suoi fucili M1885, M1886 e M1888.
Questo sistema è stato adottato anche su fucili quali il Gewehr 88 tedesco (dal 1905 rimpiazzato dal sistema a stripper clip), il Mondragón messicano, i Berthier Mle 1890 e Fusil Automatique Modèle 1917 francesi, i Vetterli-Vitali Mod. 1870/87/16 e Carcano Mod. 91 italiani, i Mannlicher romeni, olandesi, portoghesi, lo Steyr-Mannlicher M1895 austro-ungarico, il FÉG 35M ungherese, gli americani M1895 Lee Navy, M1 Garand e Pedersen T1E3. Le piastrine Mannlicher austriache erano unidirezionali, ma il Gewehr 88 e il Carcano Mod. 91 impiegavano piastrine simmetriche, che potevano essere inserite in entrambi i versi indifferentemente; lo stesso principio venne adottato sull'M1 di John Garand.

### Clip a mezzaluna e a luna piena

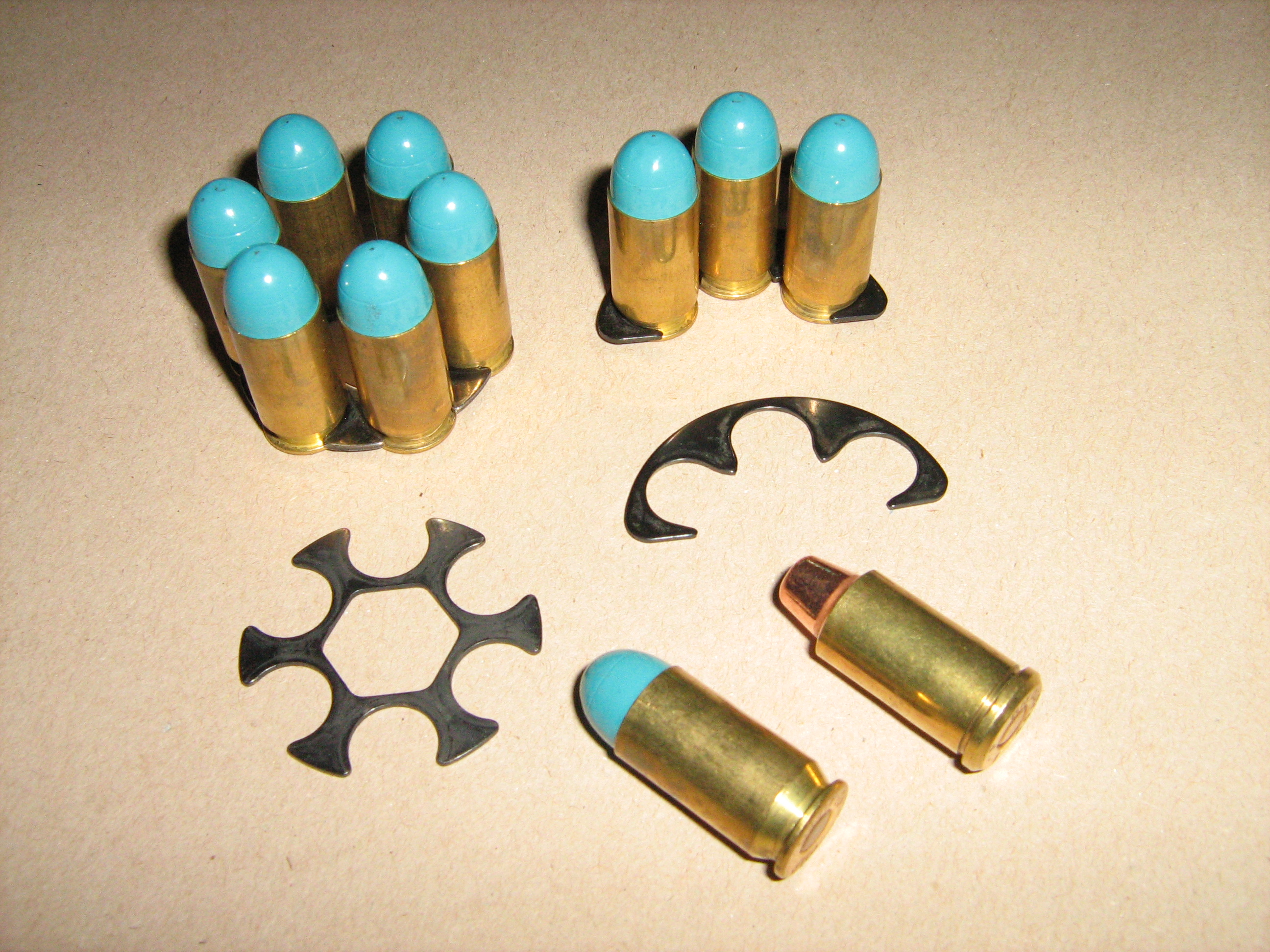
Clip a mezzaluna e a luna piena per revolver Revolver M1917.

Una clip a luna piena è una lamina di metallo discoidale o stellata, intagliata per ospitare i fondelli dei bossoli delle cartucce (generalmente 6) necessarie a ricaricare in un'unica soluzione il tamburo di un revolver. In questo modo, invece di inserire o estrarre le munizioni una alla volta dalle diverse camere del tamburo, un singolo "pacchetto" cilindrico di munizioni o di bossoli spenti possono essere caricati o estratti simultaneamente, velocizzando il processo. Similmente, la clip a mezzaluna è semicircolare, in modo da caricare mezzo tamburo (con generalmente 3 cartucce); in questo modo sono necessarie due clip per caricare completamente l'arma. Questi tipi di clip consentono di utilizzare sui revolver munizioni rimless progettate per pistole semiautomatiche, oltre che velocizzare il caricamento di cartucce rimmed.